# Oscar Handlin
Oscar Handlin (29 septembre 1915 – 20 septembre 2011) est un historien américain. Professeur d'histoire à Harvard pendant plus de 50 ans, il contribue à la promotion de l'histoire sociale et ethnique, et est l'une des figures du nouveaux champ qu'est l'histoire de l'immigration, dans les années 1950. Il remporte en 1952 le prix Pulitzer d'histoire pour son livre, The Uprooted (en), publié en 1951. Ses interventions devant le Congrès américain jouent un rôle important pour le passage des lois du Immigration and Nationality Act of 1965, qui abolit le système de quota migratoire discriminant aux États-Unis mis en place par la loi d'immigration Johnson-Reed.

## Biographie
Oscar Handlin naît à Brooklyn, New York, le 29 septembre 1915. Il est l'aîné d'une fratrie de trois enfants. Ses parents sont des immigrés russes d'origine juive. Sa mère, Ida Yanowitz, immigre aux États-Unis en 1904 et travaille dans l'industrie textile. Son père, Joseph Handlin, immigré en 1913, a fait ses études dans une école de commerce ukrainienne, et a servi comme soldat dans l'armée russe à Harbin, en Chine, pendant la Guerre russo-japonaise. Ses deux parents sont éduqués et s'intéressent à la littérature. Ayant tous deux expérimenté les persécutions religieuses du tsarat de Russie à l'encontre des juifs, ils sont proches des idées communistes (Oscar Handlin est ce que l'on appelle en américain un red diaper baby (en), littéralement un bébé à la couche rouge, en référence à l'engagement communiste précoce de ses parents). Le couple devient propriétaire d'une épicerie, gagne des sommes conséquentes et investit dans des placements immobiliers, ce qui leur permet d'envoyer leurs trois enfants (Oscar, Nathan et Sarah) à Harvard.
Il entre au Brooklyn College à 15 ans, en sort diplômé en 1934, et poursuit avec un Master of art à Harvard, qu'il obtient en 1935. Il gagne une bourse Frederick Sheldon pour effectuer des recherches en Europe. Il voyage alors en Angleterre, en Irlande, en Italie et en France, et y rassemble des archives pour son futur ouvrage, intitulé Boston's Immigrants, 1790-1865, publié en 1941.
Entre 1936 et 1938, il enseigne l'histoire au Brooklyn College, avant de rejoindre Harvard.
C'est sous l'influence de Arthur M. Schlesinger Sr. qu'il se tourne vers l'histoire sociale, et plus particulièrement l'histoire de l'immigration. En 1940, il obtient son doctorat, intègre alors la faculté en 1939, et y reste jusqu'en 1986, travaillant autour de la question de l'immigration, et des influences de celle-ci sur la culture américaine.
Alors qu'il est post-doctorant à Harvard, Oscar Handlin se voit refuser le poste de vice-président dans le Club Henry Adams, à cause de ses origines juives. Il est l'un des premiers juifs nommé professeur à l'université Harvard.
Il contribue à créer, dans le département d'histoire de Harvard, le Center for the Study of the History of Liberty in America (Centre d'étude de l'histoire de la liberté en Amérique), qu'il dirige de 1958 à 1967. Il préside également, de 1965 à 1973, le Charles Warren Center for Studies in American History. De 1962 à 1966, il fait partie du United States Board of Foreign Scholarships, et participe à l'attribution des bourses Fulbright. Il siège au conseil de surveillance de l'université Brandeis, et est membre du conseil d'administration de la New York Public Library. Il est à la tête de la bibliothèque de Harvard de 1979 à 1984, et dirige par intérim la Harvard University Press en 1972.
Il est élu membre de l'American Antiquarian Society en 1965.
En 1972-1973, Handlin est professeur de la chaire Harold Vyvyan (Harold Vyvyan Harmsworth Professor of American History (en)) à Oxford.
Il meurt le 20 septembre 2011 à Cambridge, dans le Massachusetts. Malgré son engagement anti-communiste important et ses positions en faveur de la Guerre du Viêt Nam, il est salué par l'ensemble du monde universitaire américain,.

## Apports et prises de position

### Histoire de l'immigration
Il est l'un des pionniers de l'histoire de l'immigration aux États-Unis. Il remporte le prix Pulitzer d'histoire pour un ouvrage consacrée à celle-ci, The Uprooted en 1952. L'historien jette les bases de l'étude de l'histoire de l'immigration. Par la suite, d'autres historiens qui se sont inscrits dans ce champ conteste l'archétype de l'immigrant qu'il a forgé, le paysan guidé principalement par ses convictions religieuses, sans lien avec le monde salariés et urbain, et qui vit l'immigration avant tout comme une aliénation, s'éloignant de sa famille, de sa communauté et de ses traditions,.
Oscar Handlin est l'une des figures de l'histoire américaine au XXe siècle, ayant contribué, en plus de l'histoire de l'immigration, au développement de l'histoire sociale et de l'histoire ethnique dans le champ historiographique américain. Sa thèse de doctorat, soutenue en 1941, parait la même année sous forme d'ouvrage, intitulé Boston's Immigrants, 1790-1865: A Study in Acculturation. Il est apprécié pour son utilisation novatrice de données issues de recensements et sa mobilisation de concepts sociologiques pour appuyer son analyse. Il remporte cette année là le prix John H. Dunning de l'American Historical Association, qui récompense les jeunes chercheurs. L'American Journal of Sociology décrit l'ouvrage comme l'ouverture d'un nouveau champ historiographique, pointant pour la première fois l'importance de l'étude de l'immigration, et de l'impact des immigrants sur les sociétés.
En 1947, il publie avec sa première épouse Mary Flugg Handlin Commonwealth: A Study of the Role of Government in the American Economy: Massachusetts, 1774-1861, qui s'intéresse à l'importance de l'action politique dans le développement du système américain de libre entreprise.
À la fin des années 1950, Oscar Handlin publie un ouvrage presque chaque année, traitant de domaines variés. Il écrit parfois en collaboration avec sa première femme, Mary Flug Handlin. Après le décès de celle-ci en 1972, il se remarie en 1977 avec Lilian Bombach Handlin, avec qui il collabore également.
Dans les années 1960, il publie onze livres, écrit une chronique mensuelle dans The Atlantic, dirige le Center for the Study of Liberty in America, participe à la gestion d'une chaine de télévision privée à Boston, dirige le conseil qui attribue la Bourse Fulbright, et enseigne à Harvard. Il dirige également une collection de 42 ouvrages sur des sujets relatifs à l'immigration et l'ethnicité, The American Immigration Collection (1969). Les trois décennies suivantes, il publie 12 livres, souvent liés à la notion de liberté, et édite plus de 20 biographies. Il continue à travailler sur l'histoire de l'immigration dans From the Outer World publié en 1997, un recueil de témoignage d'immigrants non-européens venus aux États-Unis.

### Esclavage aux États-Unis
Oscar Handlin considère que le racisme est un sous-produit de l'esclavage, et qu'il résulte du fait que les esclaves sont considérées comme inférieurs en raison de leur statut, et pas nécessairement à cause de leur origine raciale.

### Mouvement des droits civiques
En 1964, il publie Fire Bell in the Night: The Crisis in Civil Rights, ou il se montre critique des mouvements suprémacistes racistes blancs, des classes moyennes libérales, mais aussi des mouvements de gauche, notamment parce que ces derniers s'inspirent à ses yeux de méthodes communistes (quotas, busing, discrimination positive), opposés à ses yeux à la méritocratie.

### Positionnement politique
En mars 1961, Handlin signe une pétition de l'ACLU, exigeant la cessation des activités du House Un-American Activities Committee.
En 1961 Handlin publie The Distortion of America, critiquant l'attrait du communisme.
En 1979 Handlin publie Truth in History, où il se fait critique des historiens proches de la New Left. Il évoque aussi la corruption des universités américaines, les quotas d'embauche, l'hyper-spécialisation des historiens, la fragmentation dans les études historiques, et les carences dans les formations universitaires.

### Guerre du Viêt Nam
En décembre 1967, Handlin est l'un des 14 chercheurs anti-communistes américains qui participe à l'écriture d'un rapport pour le Freedom House Public Affairs Institute, qui annonce une catastrophe en cas d'abandon du Vietnam par les États-Unis. En 1988, il fonde avec John Silber la conservatrice National Association of Scholars.

## Publications
- Boston's Immigrants, 1790–1865 (1941)
- Commonwealth: A Study of the Role of Government in the American Economy: Massachusetts, 1774-1861 (1947, avec Mary Flug Handlin)
- The Uprooted: The Epic Story of the Great Migrations That Made the American People (1951)
- Adventure in Freedom; 300 Years of Jewish Life in America (1954)
- Chance or Destiny: Turning Points in American History (1955), Little, Brown, & Co.
- Race and Nationality in American Life (1957)
- Readings in American History (1957)
- Al Smith and His America (Jan. 1, 1958)
- The Newcomers: Negroes and Puerto Ricans in a Changing Metropolis (1959)
- The Distortion of America (1961, réédité en 1996)
- The Dimensions of Liberty (1961, avec Mary Flug Handlin)
- The Americans: A New History of the People of the United States (1963)
- A Continuing Task: The American Jewish Joint Distribution Committee, 1914—1964 (1964)
- Fire Bell in the Night: The Crisis in Civil Rights (1964)
- Children of the Uprooted (1966)
- The Popular Sources of Political Authority: Documents on the Massachusetts Constitution of 1780 (1966)
- The American Immigration Collection (42 vols.) (1969)
- The American College and American Culture (1970)
- Statue of Liberty (1971)
- A Pictorial History of Immigration (1972)
- Occasions for Love, and Other Essays at Recollection (recueil de poésie, 1977)
- Truth In History (1979)
- Harvard Encyclopedia of American Ethnic Groups (1981, avec Stephan Thernstrom et Anne Orlov)
- Liberty in America: From 1600 to the Present (4 vols.) (1986-1994, avec Lilian Handlin); comprend Liberty and Power, 1600-1760 (1986), Liberty in Expansion, 1760-1850 (août 1989), Liberty in Peril, 1850-1920 (1992), Liberty and Equality, 1920-1994 (1994)
- A Career at Harvard in The American Scholar, Vol. 65 (1996).
- From the Outer World (1997, avec Lilian Handlin)